# Johann von Zwehl
Johann « Hans » von Zwehl, né le 27 juillet 1851 à Osterode am Harz et mort le 28 mai 1926 à Berlin, est un général allemand durant la Première Guerre mondiale.

## Biographie
Il débute dans l'armée le 2 août 1870 comme une enseigne dans le 14e régiment d'infanterie, participant à la guerre franco-allemande de 1870.
Il devient général le 22 mai 1900 à Hanovre. Le 19 juin 1902, il prend le commandement de la 30e brigade d'infanterie à Coblence. Le 4 septembre 1906, il devient lieutenant-général, avec le commandement de la 13e division d'infanterie de Münster. Il est mis à la retraite en raison de son âge le 26 juillet 1908.
À la mobilisation, lors du déclenchement de la Première Guerre mondiale, il reprend du service dans l'armée comme commandant du 7e corps de réserve. Il reçoit la médaille Pour le Mérite en récompense de la prise de Maubeuge. Le 17 décembre 1916, il est nommé gouverneur d'Anvers.
En 1916, lors de la bataille de Verdun, il commande le 7e corps d'armée.
Le 25 novembre 1918, il est démobilisé.

## Honneurs et distinction
- Croix de fer, 1re classe.